# Oleiros
Oleiros là một huyện thuộc tỉnh Castelo Branco, Bồ Đào Nha. Huyện này có diện tích 470 km², dân số thời điểm năm 2001 là 6677 người.